# Amphistomus palpebratus
Amphistomus palpebratus är en skalbaggsart som beskrevs av Matthews 1974. Amphistomus palpebratus ingår i släktet Amphistomus och familjen bladhorningar. Inga underarter finns listade i Catalogue of Life.